# یواس‌اس مینیاپولیس (سی-۱۳)
یواس‌اس مینیاپولیس (سی-۱۳) (به انگلیسی: USS Minneapolis (C-13)) یک کشتی بود که طول آن ۴۱۳ فوت (۱۲۶ متر) بود. این کشتی در سال ۱۸۹۳ ساخته شد.